# アグダシュ県
アグダシュ県(アグダシュけん、アゼルバイジャン語: Ağdaş)はアゼルバイジャン中央部のアラン経済地区の県。
県都はアグダシュ。
2012年の人口は10万600人。
南西県境にトゥルヤン川とクラ川が流れる。
人口の98%がアゼルバイジャン人で、残り2%はレズギン人、クルド人、タトゥ人。
北から時計回りに
- シャキ県
- ガバラ県（英語版）
- ギョイチャイ県
- ウジャル県（英語版）
- ザルダブ県（英語版）
- バルダ県
- イェヴラフ県

に接する。